# Chloroclystis viridescens
Chloroclystis viridescens är en fjärilsart som beskrevs av W. Warren 1895. Chloroclystis viridescens ingår i släktet Chloroclystis och familjen mätare. Inga underarter finns listade i Catalogue of Life.